# Аристово (Смоленская область)
А́ристово — деревня в Сычёвском районе Смоленской области России. Входит в состав Хлепенского сельского поселения. Население — 12 жителей (2007 год).
Расположена в северо-восточной части области в 15 км к северо-востоку от Сычёвки, в 5 км западнее автодороги Р134 «Старая Смоленская дорога» Смоленск—Дорогобуж—Вязьма—Зубцов. В 7 км юго-западнее деревни расположена железнодорожная станция Помельница на линии Вязьма—Ржев.

## История
На довоенных картах обозначено как Арестово. В годы Великой Отечественной войны деревня была оккупирована гитлеровскими войсками в октябре 1941 года, освобождена 26 ноября 1942 года (6-й танковый корпус и 247-я стрелковая дивизия), на второй день операции «Марс».

## Достопримечательности
В деревне располагается крупное воинское захоронение (воинское кладбище № 4 Сычёвского района). Кладбище было образовано в результате перезахоронений, которые производились, начиная с 1954 года, из многочисленных братских захоронений времен Великой Отечественной войны, оставшихся на территории вокруг Аристово и Хлепня, после боев 20-й армии Западного фронта, которые она вела здесь с 25 ноября 1942 года по 3 марта 1943 года. В настоящее время подзахоронения не производятся. Найденные поисковиками останки павших воинов захоранивают на Поле Памяти в Сычёвке. Ежегодно 25 сентября (день освобождения Смоленщины) и 9 мая (День Победы) в Аристово проходит митинг, на котором присутствуют местные жители и родственники бойцов и командиров Красной Армии, похороненных на кладбище и на территории Хлепенского сельского поселения.

## Фотографии
- Памятник на братском захоронении в деревне Аристово
- Плита на постаменте памятника на братском захоронении